# Detlev Peukert
Detlev Peukert (Gütersloh, 20 settembre 1950 – Amburgo, 17 maggio 1990) è stato uno storico tedesco, noto per i suoi studi sul rapporto tra quello che chiamava lo "spirito della scienza" e l'Olocausto, e sulla storia sociale e la Repubblica di Weimar. Peukert insegnò storia moderna all'Università di Essen e fu direttore dell'Istituto di Ricerca per la Storia del Periodo nazista. Peukert fu un membro del Partito Comunista Tedesco (KPD) fino al 1978, quando si unì al Partito Socialdemocratico di Germania (SPD). Uno storico impegnato politicamente, era noto per il suo approccio non convenzionale alla storia tedesca moderna, e la sua morte a soli 39 anni come conseguenza di AIDS fu percepita come una grande perdita nell'ambiente storico.

## Storia della classe operaia
Peukert nacque in una famiglia appartenente alla classe operaia. Suo padre era un minatore di carbone, sua madre una casalinga. Fu il primo della sua famiglia ad andare all'università. Molti dei minatori che avevano lavorato con il padre erano stati membri della SPD o della KPD, ed erano stati mandati nei campi di concentramento durante il nazismo. Crescere nell'ambiente dei minatori, dove il numero di deportati a causa di opinioni anti-naziste era stato molto alto, fece interessare Peukert al tema degli emarginati del Terzo Reich, in particolar modo sul perché così tanti minatori scelsero di opporsi al regime quando così tanta altra gente fu invece passiva, indifferente o addirittura sostenne la dittatura nazista. I minatori di carbone della Ruhr formavano una sub-cultura distintiva in Germania, famosa per il loro atteggiamento provocatorio e ribelle nei confronti delle autorità e per le loro idee politicamente di sinistra. Da studente, Peukert studiò con Hans Mommsen all'università di Bochum, e iniziò a insegnare all'Università di Essen nel 1978, a soli 28 anni.
Un sessantottino le cui idee si formarono durante le proteste studentesche del 1968, Peukert era attivo nei gruppi politici di sinistra e si unì al Partito Comunista Tedesco. Lo storico Michael Zimmermann, che conosceva Peukert quando era studente universitario nei primi anni '70, lo descrisse come attivo nella federazione studentesca MSP Spartakus e nel KPD, ma anche come un comunista convinto che rimase disilluso dalle espulsioni di Rudolf Bahro e Wolf Biermann, così come dall'ordine di interrompere le discussioni sull'Euro-comunismo proveniente dal partito della Germania Est. Gli scritti di Peukert sulla resistenza comunista tedesca nei confronti della Germania nazista erano molto discostanti dalla linea del partito nella Germania Est, che sosteneva che tutti gli operai membri della KPD si fossero opposti al regime, e alla fine lo portarono a lasciare il Partito Comunista nel 1978, per unirsi al Partito Social Democratico. Il KPD era segretamente sovvenzionato dalla Germania Est e questo rendeva il partito schiavo di chi lo pagava. Nel tempo trascorso nel Partito Comunista Peukert aveva trovato la linea del partito sulla storia troppo rigida e dogmatica, e nella sua ricerca continuava a scoprire che i fatti storici erano in realtà più complessi e sfumati. Il lavoro di Peukert fu criticato all'interno delle cerchie comuniste per la sua decisione di essere critico delle decisioni prese dal KPD clandestino sotto il nazismo, e per la sua sensibilità riguardo alla "fragilità umana" quando esaminava la vita degli operai nel Terzo Reich, scrivendo che non tutti volevano essere degli eroi e morire per i propri ideali.
Il primo libro di Peukert fu Ruhrarbeiter gegen den Faschismus (I Lavoratori della Ruhr contro il Fascismo) uscito nel 1976, uno studio delle attività anti-naziste degli operai della Ruhr durante il Terzo Reich. Riflettendo sulle sue idee di sinistra, Peukert elogiò i "nostri nonni rossi" che scelsero di opporsi al Nazionalsocialismo, nonostante le oppressioni, sostenendo che la loro volontà di agire quando così tanti altri erano passivi o accettanti del Nazionalsocialismo li rese degli eroi. La tesi di dottorato di Peukert, pubblicata nel 1980, fu Die KPD im Widerstand Verfolgung und Untergrundarbeit am Rhein und Ruhr 1933-1945 (La KPD nella Resistenza alla Persecuzione e le azioni clandestine nel Reno e nella Ruhr dal 1933 al 1945). La ricerca di Peukert andò oltre quello che il titolo della tesi poteva suggerire, esaminando le motivazioni ideologiche, l'organizzazione strutturale del Partito Comunista clandestino e le motivazioni e le circostanze sociali del singolo individuo comunista nella Ruhr e nel Reno, condannato dalla giustizia tedesca per essere membro del KPD. Il lavoro di Peukert sulla resistenza comunista lo portò ad avere molte amare polemiche con i suoi ex compagni del Partito Comunista, che non apprezzavano le sue conclusioni.
Dalla destra, critiche al suo Die KPD im Widerstand Verfolgung und Untergrundarbeit am Rhein und Ruhr 1933-1945 vennero dallo storico americano Albert Lindemann, che si lamentò che l'attenzione di Peukert alla resistenza comunista nelle regioni del Reno e della Ruhr non meritava 460 pagine, anche se specificò che il libro non era un "esercizio di agiografia" e si complimentò per le sue "osservazioni critiche" sulla storiografia della Germania Est. Sul soggetto più ampio del Comunismo, Lindemann scrisse che il libro di Peukert era condizionato da quello che considerava un suo punto cieco morale, notando che per Peukert il fascismo era "un male assoluto conveniente; l'anti-fascismo, per quanto non perfetto nei suoi particolari, è così in senso ultimo, eroico". Lindemann scrisse che "l'autore [Peukert] sembra considerare assurdo il suggerimento che il KPD e la NSDAP [Partito Nazionalsocialista] si somiglino. Eppure lo stalinismo degli anni '30 era brutale quanto l'hitlerismo ed era responsabile, almeno fino al 1939, di molte più morti, di omicidi organizzati su una scala senza precedenti. Il KPD si associa entusiasticamente con le inumanità da incubo del governo di Stalin". Lindemann concluse la sua recensione scrivendo che l'approccio di Peukert nel considerare eroica la resistenza comunista nella Germania nazista era sbagliata visto che il soggetto dell'"eroismo comunista" nel Terzo Reich era moralmente più sfumato di quanto Peukert volesse considerare.

## Storico dellaAlltagsgeschichtenel Terzo Reich
Peukert era uno dei grandi esperti della Alltagsgeschichte ("Storia della vita di tutti i giorni") e i suoi lavori spesso esaminavano l'effetto delle politiche sociali dei nazisti sul tedesco medio e sui gruppi perseguitati come ebrei e rom. L'oggetto della Alltagsgeschichte è stato stabilito negli anni '70, e attirò l'attenzione per la prima volta quando Martin Broszat e i suoi studenti lanciarono il "Progetto Baviera" nel 1973 con lo scopo di documentare la vita di tutti i giorni in Baviera durante il Terzo Reich. Broszat iniziò lo studio della Alltagsgeschichte nei primi anni '70 con due scopi. Il primo era quello di contrastare un approccio "dall'alto" alla politica nella Germania nazista, in cui la storia del Terzo Reich era vista analizzando le azioni di Hitler e dell'élite nazista, trattando chiunque altro in Germania come oggetti passivi controllati e manipolati dallo stato. Broszat voleva trattare i tedeschi come soggetti delle loro vite durante il nazismo, soggetti che compivano decisioni nella vita di tutti i giorni, nel bene e nel male, anche se con un potere decisionale limitato. Il secondo scopo era quello di far finire la "monumentalizzazione" degli uomini coinvolti nell'attentato a Hitler del 20 luglio 1944. Broszat si lamentava infatti che la storia della resistenza nella Germania nazista era caratterizzata da pochi conservatori delle tradizionali élite aristocratiche, militari, burocratiche e diplomatiche che cercarono di rovesciare il regime nazista. Broszat invece voleva esaminare la resistenza delle persone ordinarie, per mostrare che almeno in parte esisteva della resistenza oltre a quella delle persone coinvolte nell'attentato del 20 luglio.

Peukert ammise di essere stato influenzato dal "Progetto Baviera" di Broszat, ma diede un'altra ragione per la nascita del suo interesse nella Alltagsgeschichte. Nel gennaio 1979 la mini-serie televisiva americana Olocausto del 1978 andò in onda nella Germania Ovest, causando enorme scalpore e venendo vista dal 50% della popolazione. La messa in onda di Olocausto segnò la prima volta che tanti tedeschi nati dopo il 1945 impararono dell'Olocausto, che era ancora considerato un soggetto taboo dalla fine della guerra. Nel 1981 Peukert scrisse:
"Guardandomi indietro, l'esperienza quotidiana della gente sembrava essere stata così diversa da non riuscire a trovarsi nel quadro che gli storici dipingevano, perché i loro ricordi della vita di tutti i giorni erano spesso positivi. Anche per quelli che faticavano ad accettare l'esperienza della repressione, dell'arrendersi alle tentazioni del regime e del coinvolgimento con disumanità criminali, anche loro spesso rimasero smarriti dalla distanza che c'era tra le loro esperienze personali e ciò che la storiografia contemporanea sapeva."
Nei primi anni '80, Peukert iniziò a insegnare Alltagsgeschichte, fino ad allora una materia largamente ignorata dagli storici tedeschi, sostenendo che il suo studio fosse importante. Peukert voleva esplorare il perché così tanti tedeschi ordinari vissuti durante il nazismo se lo ricordassero come un periodo di normalità e spesso in modo positivo, mentre allo stesso tempo stava avvenendo il genocidio. Peukert sosteneva che ci fosse una disconnessione tra l'immagine diffusa al suo tempo dell'era nazista come un periodo di orrore senza precedenti, contro quella di un'epoca normale che avevano le persone comuni, e che quindi con lo studio dell'Alltagsgeschichte si sarebbe esplorato com'era la vita di tutti i giorni nel Terzo Reich. Nei primi anni '80, la popolarità dell'Alltagsgeschichte esplose in tutta la Germania Ovest, con numerosi gruppi, solitamente di sinistra, che si dedicarono ad esplorare la storia delle loro città natali durante il nazismo. Lo studio dell'Alltagsgeschichte fu largamente influenzato dal movimento dell'History Workshop iniziato in Gran Bretagna dallo storico marxista Edward Palmer Thompson, e come i gruppi dell'History Workshop britannici, molti gruppi coinvolti nello studio dell'Alltagsgeschichte non erano composti da storici, con la grande maggioranza dei volontari che erano studenti delle superiori. La storia americana Mary Nolan scrisse con una certa invidia delle migliaia di studenti delle superiori tedeschi che vennero coinvolti nei gruppi di studio dell'Alltagsgeschichte, osservando che era inconcepibile che migliaia di studenti delle superiori americane si unissero a gruppi di studio per ricercare le storie delle loro città natali negli anni '30 e '40, visto che la maggior parte degli americani non aveva alcun interesse nella storia. Nel 1984, a Peukert fu assegnato il premio culturale annuale dalla città di Essen per il suo lavoro con i gruppi di studio storici a Essen.
Uno storico dotato di una forte etica del lavoro, Peukert era convinto che la storia "appartenesse a tutti", non solo agli storici, e cercò con forza di far appassionare di storia la gente comune allestendo esibizioni sull'Alltagsgeschichte nel Terzo Reich. Nel 1980, Peukert organizzò l'esibizione storica sulla "Resistenza e Persecuzione ad Essen 1933-1945" nella Vecchia Sinagoga di Essen. Nel 1984, vinse il premio Maeier-Leibnitz per la sua abilitazione sulla politica per i giovani nella Germania di fine XIX - inizio XX secolo. Andando oltre il tema della resistenza (Widerstand), Peukert si interessò alla "oppositività" (Widerständigkeit) nella vita di tutti i giorni nella Germania Nazista. Peukert su attratto specialmente dagli Edelweisspiraten, un gruppo di adolescenti operai di Cologne e altre città della regione del Reno, che formarono una distinta sottocultura anti-nazista, e che spesso si scontrarono con la Gioventù hitleriana. Altre aree di interesse per Peukert furono la resistenza, opposizione e dissenso nel Terzo Reich. Sviluppò un modello piramidale con alla base la "non-conformità" (comportamenti privati che mostravano un rifiuto parziale del regime nazista), passando poi per "rifiuto alla cooperazione" (Verweigerung) e "protesta" per poi arrivare infine alla Winderstand (resistenza), che consisteva nel rigetto totale del regime.
In particolare, Peukert analizzò come nella vita di tutti i giorni ci fosse una co-esistenza tra gli aspetti di "normalità" e "criminalità". Per Peukert, esaminare la resistenza e l'opposizione nella Alltagsgeschichte senza guardare alla società nel suo insieme non portava lo storico da nessuna parte, e per risolvere questo problema nel 1982 scrisse Volksgenossen und Gemeinschaftsfremde (Compagni Nazionali e Comunità di Alieni), tradotto in inglese nel 1987 come Dentro la Germania Nazista. Il titolo del libro fu preso da due categorie legali nelle quali l'intera popolazione tedesca era divisa durante l'era nazista; i Volksgenossen erano le persone che appartenevano alla Volksgemeinschaft (comunità del popolo), mentre i gemeinschaftsfremde no. In Volksgenossen und Gemeinschaftsfremde, Peukert analizzava l'esperienza della vita di tutti i giorni nella Germania nazista nella sua interezza, esaminando in egual modo conformità e resistenza per determinare come tutti i tedeschi, non solo quelli di sottoculture come gli Edelweisspiraten o i minatori della Ruhr, si comportavano.

## Opere
- Ruhrarbeiter gegen den Faschismus Dokumentation über den Widerstand im Ruhrgebeit 1933-1945, Frankfurt am Main, 1976.
- Die Reihen fast geschlossen: Beiträge zur Geschichte des Alltags unterm Nationalsozialismus, con Jürgen Reulecke e Adelheid Gräfin zu Castell Rudenhausen, Wuppertal: Hammer, 1981.
- Storia sociale del Terzo Reich (Volksgenossen und Gemeinschaftsfremde: Anpassung, Ausmerze und Aufbegehren unter dem Nationalsozialismus, 1982), traduzione di F. Bassani, Prefazione di Miriam Mafai, Collana Saggi, Firenze, Sansoni, 1989-1992, ISBN 978-88-383-0955-7.
- La Repubblica di Weimar. Anni di crisi della modernità classica (Die Weimarer Republik: Krisenjahre der Klassischen Moderne, 1987), Collezione Nuova cultura n.54, Torino, Bollati Boringhieri, 1996, ISBN 978-88-339-0970-7. - Collana Universale n.607, Bollati Boringhieri, 2020, ISBN 978-88-339-3410-5.